# Myrthes Gomes de Campos
Myrthes Gomes de Campos, född 1875, död 1965, var en brasiliansk jurist. 
Hon blev 1906 landets första kvinnliga advokat. 